# Unterfilke
Unterfilke ist ein Gemeindeteil der Gemeinde Willmars im unterfränkischen Landkreis Rhön-Grabfeld in Bayern. Unterfilke liegt in der Gemarkung Filke.

## Geografie
Das Kirchdorf liegt mit dem Nachbarort Oberfilke in einer Waldlichtung, im Westen grenzt der Mellrichstadter Forst an. Unmittelbar östlich fließt der Elmbach vorbei, ein rechter Zufluss der Sulz. Der Kirche gegenüber steht ein Baum, der als Naturdenkmal ausgezeichnet ist. Die Kreisstraße NES 31 führt nach Weimarschmieden (3,8 km nordwestlich) bzw. nach Willmars (2,5 km südöstlich). Eine Gemeindeverbindungsstraße führt nach Helmershausen zur Kreisstraße K 73 (4,7 km nördlich). Eine Ortsstraße führt nach Oberfilke (0,5 km nordwestlich).

## Geschichte
Der Ort lag im Fraischbezirk des hennebergischen Amtes Maßfeld. Dorf- und Grundherr des Ortes war das Rittergut Roßrieth, das zum Ritterkanton Rhön-Werra zählte. Gegen Ende des 18. Jahrhunderts bestand Unterfilke aus 18 Anwesen mit 59 Einwohnern. Der Ackerbau galt als mittelmäßig.
Mit dem Gemeindeedikt (frühes 19. Jahrhundert) wurde Unterfilke der neu gebildeten Ruralgemeinde Filke zugewiesen. Im Zuge der Gebietsreform in Bayern wurde Unterfilke am 1. Juli 1971 in die Gemeinde Willmars eingegliedert.

## Baudenkmäler
- Mauerschädel 2: Ruine einer Chorturmkirche
- Schmerbacher Weg 11: Evangelisch-lutherische Kirche